# Бердник Іван Ігорович
Іва́н І́горович Бе́рдник (17 серпня 1997, с. Тихоновичі — 11 квітня 2022, с. Новозлатопіль) — український військовослужбовець, старший лейтенант, командир десантно-штурмової роти 137 ОБМП.

## Біографія
Народився 17 серпня 1997 року в селі Тихоновичі Сновського району, Чернігівської області. З 2003 року по 2014 рік навчався в Тихоновецькій загальноосвітній школі І—ІІІ ступенів. Після закінчення школи навчався у Сновському Вищому училищі лісового господарства.
Як тільки Івану виповнилося 18 років, у свій день народження він відправився на контрактну службу в місто Миколаїв. Потім пішов воювати на схід України. Після року служби в зоні АТО вступив до Львівської Академія Сухопутних військ ім. гетьмана Петра Сагайдачного. Отримавши диплом, знову повернувся в зону АТО/ООС.
Після початку війни з РФ разом з побратимами став на захист держави на Запоріжжі. 11 квітня 2022 року в зоні бойових дій під с. Новозлатопіль Іван Бердник зазнав поранення, несумісного з життям.

## Нагороди
- Орден Богдана Хмельницького III ступеня (27 липня 2022, посмертно) — за особисту мужність і самовіддані дії, виявлені у захисті державного суверенітету та територіальної цілісності України, вірність військовій присязі[2].